# 源師能
源 師能（みなもと の もろよし、生年不詳 - 久寿2年（1155年）2月）は、平安時代後期の貴族。村上源氏、大納言・源師頼の子。官位は正四位下・左中弁。

## 経歴
従五位上・中務権少輔に叙任された後、保延4年（1138年）崇徳天皇の五位蔵人に任ぜられる。正五位下・中務権大輔への叙任を経て、永治元年（1141年）近衛天皇の即位に伴って引き続き五位蔵人を務めるとともに、左少弁に遷る。
その後、久安3年（1147年）権右中弁、久安4年（1148年）従四位下・右中弁、久安5年（1149年）従四位上、久安6年（1150年）正四位下・左中弁と弁官を務めながら順調に昇進する。
久寿元年（1154年）子息・通能の少納言任官と引き替えに左中弁を辞し、翌久寿2年（1155年）2月に卒去。

## 官歴
注記のないものは『弁官補任』による。
- 時期不詳：従五位上。中務権少輔[1]
- 保延4年（1138年） 正月22日：五位蔵人[1]
- 時期不詳：正五位下。中務権大輔[1]
- 永治元年（1141年） 12月2日：左少弁。12月7日：五位蔵人（新帝）[1]
- 久安3年（1147年） 正月28日：権右中弁
- 久安4年（1148年） 正月5日：従四位下。10月13日：右中弁
- 久安5年（1149年） 3月20日：従四位上（延勝寺供養行事賞）
- 久安6年（1150年） 正月6日：正四位下（久安3年春日行幸行事賞）。4月28日：左中弁
- 仁平元年（1151年） 10月10日：修理左宮城使
- 仁平3年（1153年） 8月：装束司
- 久寿元年（1154年） 12月28日：辞左中弁（以男通能任少納言）
- 久寿2年（1155年） 2月：卒去（前左中弁正四位下）

## 系譜
『尊卑分脈』による。
- 父：源師頼
- 母：藤原通宗の娘（二条太皇太后宮大弐か）
- 妻：源能俊の娘
  - 男子：源通能
- 生母不詳の子女
  - 男子：俊朝